# Paul Schlack
Paul Theodor Schlack (* 22. Dezember 1897 in Stuttgart; † 19. August 1987 in Leinfelden-Echterdingen) war ein deutscher Chemiker, Erfinder und Professor.

## Leben und Werk
Schlack zeigte ein frühzeitiges Interesse an der gerade aufkommenden Fotografie. Er besuchte das Stuttgarter Eberhard-Ludwigs-Gymnasium, wo er mit 17 Jahren sein Abitur ablegte. Er musste zwischen 1915 und 1918 seinen Wehrdienst im Ersten Weltkrieg ableisten. Anschließend konnte er sein 1915 begonnenes Studium der Chemie an der Technischen Hochschule Stuttgart fortsetzen und legte dort 1921 seine Diplomprüfung ab. 1921/22 arbeitete er in einem wissenschaftlichen Privatlabor (von Troensegaard) in Kopenhagen über Proteine, Polypeptide und synthetische Eiweißfasern. Er kehrte dann nach Stuttgart zurück und entwickelte dort als Privatassistent von William Küster den Thiohydantoin-Abbau von Peptiden. Das Verfahren wurde 1926 publiziert und ist heute unter der Bezeichnung Schlack-Kumpf-Abbau bekannt.
1924 wechselte er in die chemische Industrie und arbeitete am wissenschaftlichen Labor der Kunstseidenfabrik in Wolfen (später Agfa Wolfen). Von 1926 bis 1935 leitete er die Wolfener Außenstelle, die Forschungsabteilung der Aceta GmbH in Berlin-Lichtenberg. Hier beschäftigte sich Schlack mit der chemischen Modifikation von Acetatseide sowie mit Polyurethanen, Polyharnstoffen und Epoxidharzen. Unter anderem untersuchte er die Eignung von Linearpolymeren auf Polyvinyl-, Polyester- und Polyamidbasis zur Synthesefaserherstellung. Außerdem hielt er eines der frühesten Patente (Anmeldung 1934, Erteilung 1939) für Epoxidharze. Im Jahr 1935 wurde er zu Studienzwecken an die amerikanische Firma DuPont delegiert.
Bei seinen Experimenten entdeckte Schlack am 29. Januar 1938 die Polymerisierbarkeit des Caprolactams und entwickelte daraus eine Polyamidfaser, die später die Bezeichnung Perlon erhalten sollte. Seine Erfindung wurde zwar patentiert, aber geheim gehalten und unter dem Codenamen „Perluran“ im Rahmen der Kriegsvorbereitungen des nationalsozialistischen Regimes zum militärisch wichtigen Material erklärt. Daraufhin liefen 1939 eine Anlage für grobe Fäden (sogenannten „Draht“) und 1940 eine Versuchsfabrik für Seide in Berlin-Lichtenberg an, die Großproduktion begann 1943 in Landsberg an der Warthe. Daraus wurden vor allem Fallschirmbezüge und Zeltschnüre hergestellt. Im März 1945 wurde Schlack mit der Arbeit Über lineare Polyamide mit Disulfidgruppen promoviert.
Weil das Berliner Forschungslabor im Februar 1945 nach Bobingen ausgelagert worden war, wurde Schlack ab 1946 dort Betriebsleiter für die Fabrikation von Perlon für zivile Zwecke wie Förderbänder, Schnüre, Seile, Gurte, Reifencord, technische Gewebe für Kabel und für die Fischerei sowie natürlich für Kleidung. Später wechselte er als technischer Direktor in die Kunstseidenfabrik der ehemaligen I.G. Farben in Bobingen, 1955 wurde er schließlich Leiter der Faserforschung in der Fa. Hoechst.
1961 wurde Schlack zum Honorarprofessor für Textilchemie an der TH Stuttgart ernannt.

## Auszeichnungen
- 1944: Kriegsverdienstkreuz I. Klasse[3]
- 1953: Verdienstkreuz (Steckkreuz) der Bundesrepublik Deutschland
- 1958: Adolf-von-Baeyer-Denkmünze der Gesellschaft Deutscher Chemiker
- 1963: Ehrenmitglied des Britischen Textilinstituts[5]
- 1968: Großes Verdienstkreuz der Bundesrepublik Deutschland
- 1987: Verdienstmedaille des Landes Baden-Württemberg
- Max-Kehren-Medaille des Vereins Deutscher Textilveredlungsfachleute
- Der Preis der Europäischen Chemiefaserindustrie (CIRFS/Comité International de la Rayonne et des Fibres Synthétiques) ist nach Paul Schlack benannt.